# Csertői Aurél
Csertő Aurél (Győr, 1965. szeptember 25. –) magyar válogatott labdarúgó, középpályás, edző.

## Pályafutása

### Klubcsapatban
1979-ben Abdán kezdte a labdarúgást, majd a Rába ETO-hoz került. 1984 és 1988 között a Győri Dózsa csapatában szerepelt. Az élvonalban, 1989-ben a Haladás színeiben mutatkozott be. Egy idény után visszatért anyaegyesületéhez, ahol 1995-ig játszott. 1995 és 1997 között az MTK labdarúgója volt, ahol tagja volt az 1996–97-es bajnokcsapatnak. 1998 és 1999 között Kispest-Honvéd csapatában szerepelt. 1999 és 2002 a Pápai ELC együttesében játszott. Az utolsó évben már játékos-edzőként tevékenykedett. Összesen 268 bajnoki mérkőzésen lépett pályára és 60 gólt szerzett.

### A válogatottban
1993 és 1995 között 11 alkalommal szerepelt a válogatottban és egy gólt szerzett.

### Edzőként
2011 márciusában a távozó Pintér Attila után a Győr vezetőedzője lett. Egy év múlva a klub felbontotta a szerződést, mivel nem látták biztosítottnak a kitűzött célok teljesítését. 2023-tól a Budapest Honvéd vezetőedzője volt. 2024. szeptember 9-én az NB II-es Mezőkövesdi SE vezetőedzőjének nevezték ki.

## Sikerei, díjai

### Játékosként
- Magyar bajnokság
  - bajnok: 1996–97
- Magyar kupa
- győztes: 1997

### Edzőként
- Magyar bajnokság
  - 3.: 2005–06, 2008–09
- Magyar kupa
  - győztes: 2006
- Sebes Gusztáv-díj: 2009[5]
- MLSZ Rangadó Díj: Az év NB I-es edzője: 2017–18[6]

Edzői statisztika
| Csapat               | –tól               | –ig                  | Statisztika | Statisztika | Statisztika | Statisztika | Statisztika | Statisztika | Statisztika | Statisztika |
| Csapat               | –tól               | –ig                  | M           | GY          | D           | V           | RG          | KG          | GK          | GY %        |
| -------------------- | ------------------ | -------------------- | ----------- | ----------- | ----------- | ----------- | ----------- | ----------- | ----------- | ----------- |
| Balaton FC           | 2003. július 2.    | 2004. június 30.     | 32          | 14          | 8           | 10          | 34          | 24          | +10         | 43,8%       |
| FC Fehérvár          | 2004. július 23.   | 2006. október 20.    | 71          | 34          | 19          | 18          | 110         | 74          | +36         | 47,9%       |
| FC Sopron            | 2006. november 27. | 2007. március 19.    | 6           | 2           | 0           | 4           | 4           | 8           | –4          | 26,3%       |
| Szombathelyi Haladás | 2007. április 21.  | 2009. szeptember 15. | 42          | 18          | 7           | 17          | 55          | 55          | 0           | 42,9%       |
| Kecskeméti TE        | 2009. október 28.  | 2010. április 8.     | 9           | 2           | 2           | 5           | 9           | 15          | –6          | 22,2%       |
| Szombathelyi Haladás | 2010. július 23.   | 2010. október 16.    | 11          | 1           | 4           | 6           | 10          | 20          | –10         | 9,1%        |
| Győri ETO            | 2011. március 7.   | 2012. március 5.     | 35          | 19          | 9           | 7           | 69          | 42          | +27         | 54,3%       |
| FC Tatabánya         | 2012. július 1.    | 2013. április 16.    | 21          | 8           | 7           | 6           | 30          | 25          | +5          | 38,1%       |
| Paksi FC             | 2014. január 9.    | 2019. május 21.      | 112         | 42          | 33          | 37          | 150         | 124         | +26         | 37,5%       |
| Összesítve           | Összesítve         | Összesítve           | 339         | 140         | 89          | 110         | 471         | 387         | +84         | 41,3%       |

Minden tétmérkőzést számítva
Utolsó elszámolt mérkőzés dátuma: 2017. május 27.

## Statisztika

### Mérkőzései a válogatottban
| Magyarország | Magyarország        | Magyarország                     | Magyarország  | Magyarország | Magyarország | Magyarország | Magyarország | Magyarország |
| #            | Dátum               | Helyszín                         | Hazai         | Eredmény     | Vendég       | Kiírás       | Gólok        | Esemény      |
| ------------ | ------------------- | -------------------------------- | ------------- | ------------ | ------------ | ------------ | ------------ | ------------ |
| 1.           | 1993. szeptember 8. | Budapest, Üllői úti Stadion      | Magyarország  | 1 – 3        | Oroszország  | vb-selejtező | -            |              |
| 2.           | 1993. október 27.   | Budapest, Üllői úti Stadion      | Magyarország  | 1 – 0        | Luxemburg    | vb-selejtező | -            |              |
| 3.           | 1994. március 23.   | Linz                             | Ausztria      | 1 – 1        | Magyarország | barátságos   | -            | 52'          |
| 4.           | 1994. április 6.    | Szombathely, Rohonci úti stadion | Magyarország  | 0 – 1        | Szlovénia    | barátságos   | -            | 46'          |
| 5.           | 1994. április 20.   | Koppenhága                       | Dánia         | 3 – 1        | Magyarország | barátságos   | -            | 63'          |
| 6.           | 1994. május 4.      | Krakkó                           | Lengyelország | 3 – 2        | Magyarország | barátságos   | -            | 46'          |
| 7.           | 1994. június 1.     | Eindhoven, Philips Stadion       | Hollandia     | 7 – 1        | Magyarország | barátságos   | -            | 46'          |
| 8.           | 1994. június 8.     | Brüsszel, Heysel Stadion         | Belgium       | 3 – 1        | Magyarország | barátságos   | -            |              |
| 9.           | 1995. március 8.    | Budapest, Fáy utcai Stadion      | Magyarország  | 3 – 1        | Lettország   | barátságos   | 1            | 65'          |
| 10.          | 1995. április 26.   | Budapest, Népstadion             | Magyarország  | 1 – 0        | Svédország   | Eb-selejtező | -            |              |
| 11.          | 1995. június 11.    | Reykjavík                        | Izland        | 2 – 1        | Magyarország | Eb-selejtező | -            |              |
|              | Összesen            |                                  |               | 11           | mérkőzés     |              | 1            | gól          |